# 役小角奈
役 小角奈（えん の おづな）とは、奈良県葛城市の酪農カフェ「酪」公式のご当地萌えキャラクターである。また御所市にある本山修験宗の寺院「吉祥草寺」公認のキャラクターでもあり、吉祥草寺では実際に信仰対象である菩薩（神）として祀られている。

## 概要
元々は酪農カフェ「酪」の店主であるイラストレーターの住野ジンバが生み出したキャラクター。現代に役小角（役行者）がいて、それが女の子であったらという想像から生まれた。名前は「役小角」に奈良県の「奈」が添えられている。
しかし単なる萌えキャラにとどまらず、役行者生誕所である吉祥草寺を応援することとなり、2017年（平成29年）1月17日には役ついなとともに公認キャラクターとなった。さらに同年10月24日には同寺で本山修験宗総本山の聖護院門跡から山伏を招き入魂の儀が行われ、信仰対象として祀られることになった。信仰対象を萌えキャラ化したり、萌えキャラ用の小規模な神社を作ったりする例はあったものの、萌えキャラという出自から本格的な信仰対象となるのは世界初の試みとされる。
2018年（平成30年）10月21日には小角奈とついなの入魂一周年を記念する「小角奈祭」が行われた。同年11月11日には御所市の祭りである「霜月祭」において、住職の次女が小角奈に扮し100人の山伏を率いて練り歩いた。

## キャラクター設定
役小角の末裔である修験者（山伏）で、吉祥草寺公認の63代目役行者。吉祥草寺では本尊の不動明王のもとで菩薩として修業している。
修験者であるが普段は奈良県葛城市の酪農喫茶「酪」でウェイトレスをしている。酪で提供しているバケツプリンの話題が多い。
役小角同様に夫婦鬼の前鬼・後鬼を従えている。

## 関連キャラクター
ついなちゃん（役ついな、役追儺（えんのついな））
役小角の末裔である方相氏で、小角奈の年近い従姉妹。同じく吉祥草寺の公認萌えキャラクターであり、「役追儺」の名で菩薩として祀られている。同じく、夫婦鬼の前鬼・後鬼を従えているが、見た目はぬいぐるみであり小角奈のものとは異なる。なお、ついなちゃんの出自は日本鬼子プロジェクト関連のインターネット掲示板で原作者も異なり、活動内容もオリジナルボイスドラマや宗教研究、複数の企業や寺社とのコラボなど多岐にわたっている。ご当地出身のキャラである小角奈とネット出身のキャラであるついなは出自が異なるものの、吉祥草寺において等しく祀られている。

## アニメ
奈良県吉祥草寺公式キャラクター「役小角奈」PRアニメとして、『不動明王小呪』（ふどうみょうおうしょうじゅ）が製作されている。同アニメは2019年（令和元年）5月25日に東京駅の東京シティアイパフォーマンスゾーンで開催された、聖地会議が主催するイベント「第2回 アニメ聖地巡礼“本”即売会」で初上映された。YouTubeなどでも公開されている。アニメーション制作はkakera。小角奈は月見里うさ子、ついなちゃんは門脇舞以（特別出演）が演じた。